# Grzegorz Tchorek
Grzegorz Tchorek – polski ekonomista, doktor habilitowany nauk społecznych, adiunkt na Uniwersytecie Warszawskim.

## Kariera naukowa
W 2007 roku na Wydziale Zarządzania Uniwersytetu Warszawskiego uzyskał stopień doktora nauk ekonomicznych na podstawie rozprawy pt. Teoria optymalnego obszaru walutowego a praktyka akcesyjna. W tym samym roku został zatrudniony na tejże uczelni. W 2021 roku uzyskał na Uniwersytecie Ekonomicznym w Poznaniu stopień doktora habilitowanego nauk społecznych na podstawie pracy pt. Ryzyko funkcjonowania strefy euro a czynniki umiędzynarodowienia przedsiębiorstw.